# 中川清 (政治家)
中川 清（なかがわ きよし、1945年6月17日 - ）は、日本の政治家。元茨城県土浦市長（4期）。

## 来歴
茨城県土浦市真鍋出身。中川延四郎・ますの長男。茨城県立土浦第一高等学校、慶應義塾大学経済学部経済学科卒業。大学時代はラグビーに熱中。卒業後は土浦商工会議所会頭、茨城県公安委員長などを務める。
2003年11月の土浦市長選挙に立候補し初当選した。
2019年の市長選では5選を目指したが、安藤真理子に約4千票差で敗れた。
2021年、旭日小綬章受章。